# Hishimonoides laterosporeus
Hishimonoides laterosporeus är en insektsart som beskrevs av Li och Zhang 2005. Hishimonoides laterosporeus ingår i släktet Hishimonoides och familjen dvärgstritar. Inga underarter finns listade i Catalogue of Life.